# Reighardia sternae
Reighardia sternae är en kräftdjursart som först beskrevs av Diesing 1864.  Reighardia sternae ingår i släktet Reighardia och familjen Reighardiidae. Inga underarter finns listade i Catalogue of Life.